# Philipp Apian

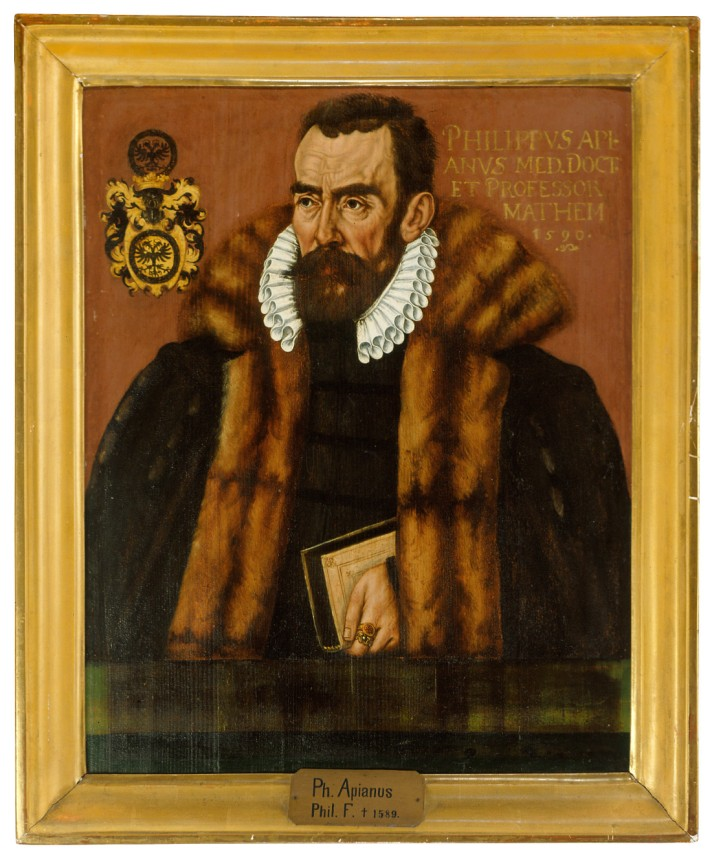
Bildnis des Philipp Apian

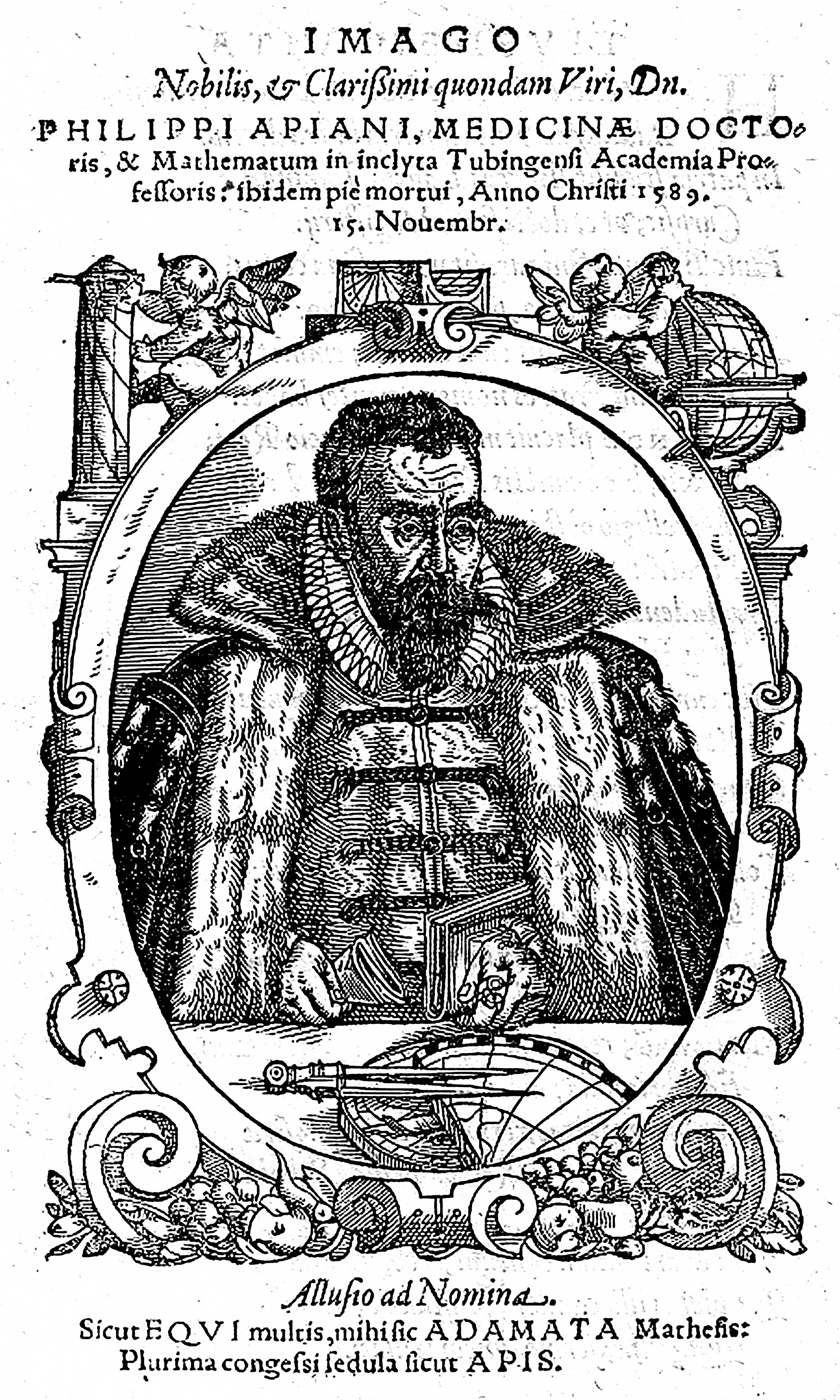
Porträt des Philipp Apian, Holzschnitt von Joachim Lederlin nach der obigen Vorlage von H. U. Alt aus Erhard Cellius: Imagines Professorum Tubingesium, 1596

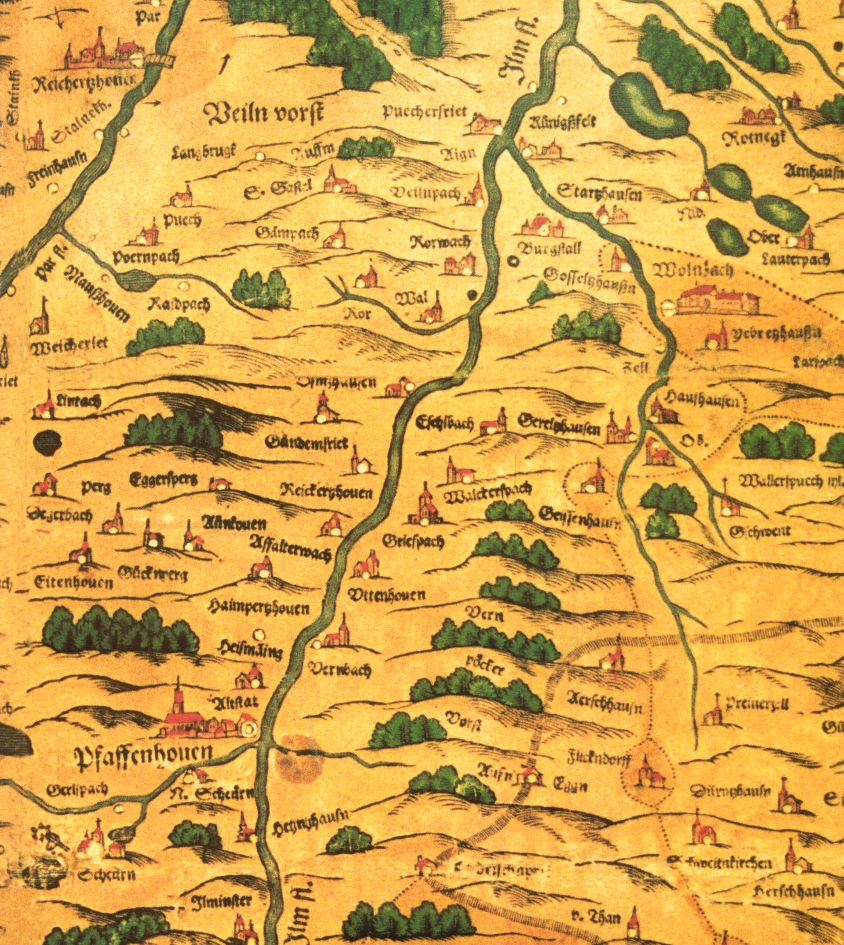
Ausschnitt aus der Landkarte von Philipp Apian, 1568

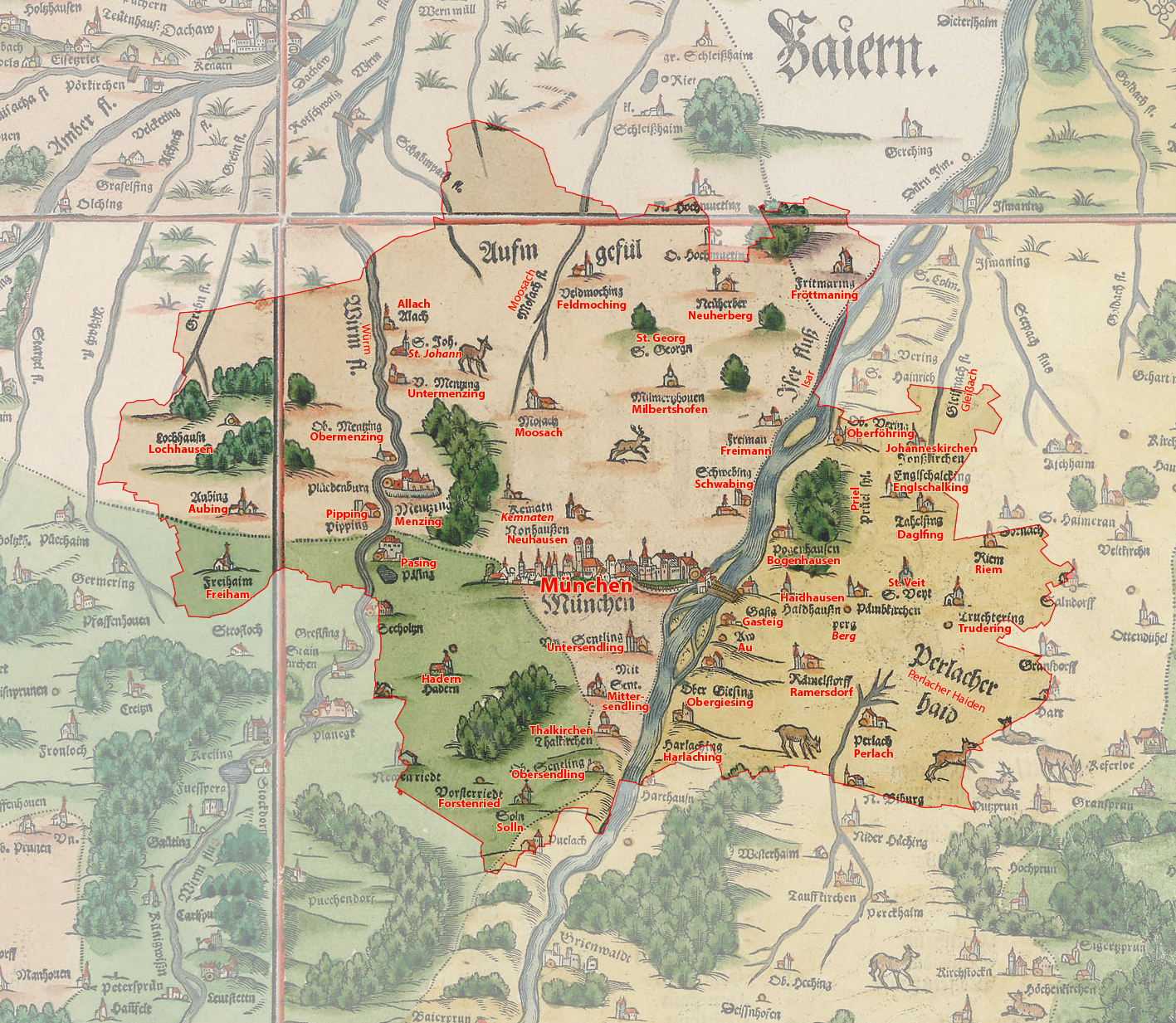
Die heutige Stadt München auf den Bairischen Landtafeln – der Vergleich offenbart die hohe Genauigkeit der Karten

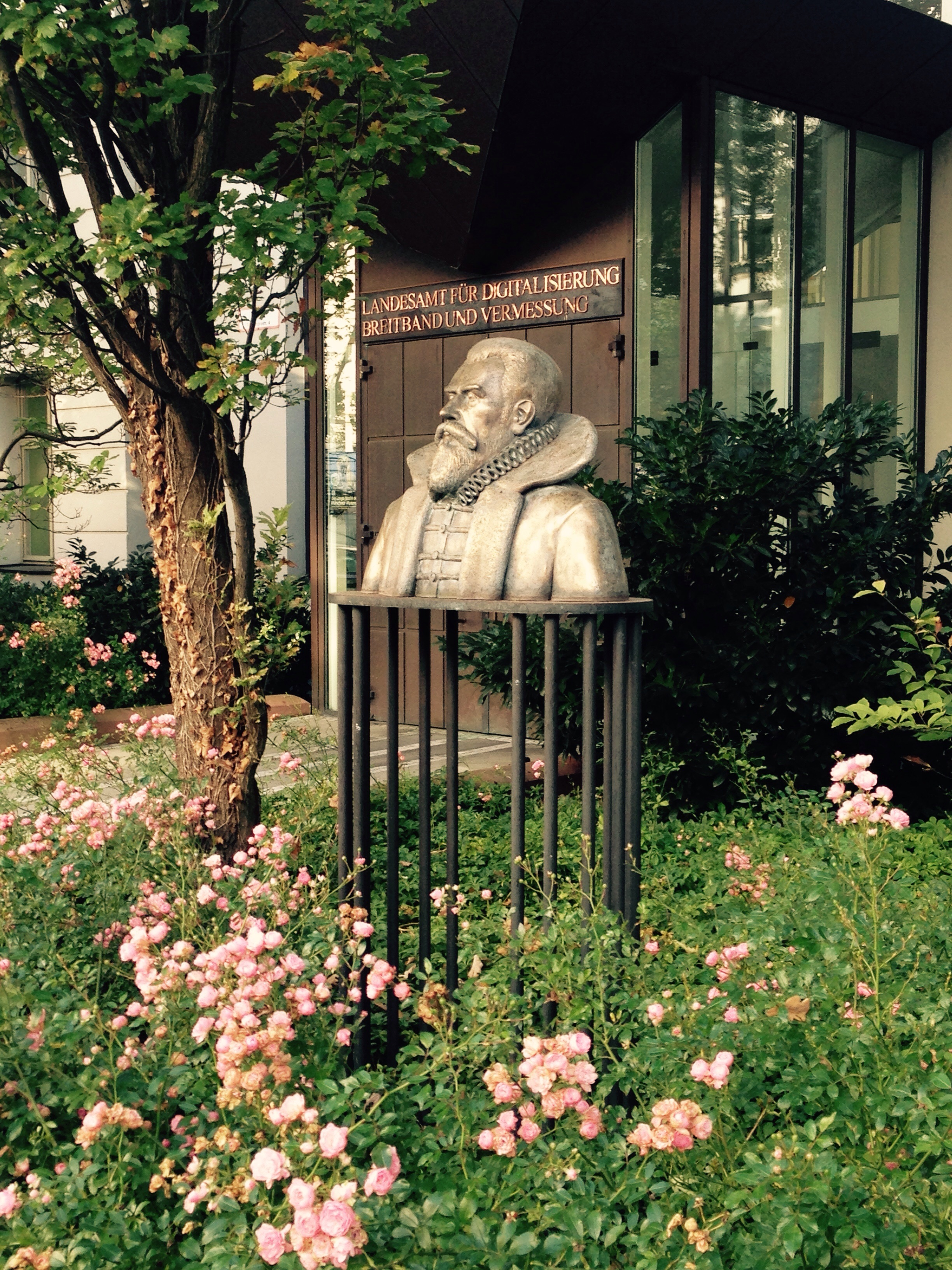
Büste von Philipp Apian vor dem Haupteingang des Landesamtes für Digitalisierung, Breitband und Vermessung in München

Philipp Apian (Humanistenname; eigentlich Bennewitz oder Bienewitz; * 14. September 1531 in Ingolstadt; † 14. November 1589 in Tübingen) war ein süddeutscher Mathematiker, Arzt, Kartograf und Heraldiker. Er war Professor an den Universitäten Ingolstadt und Tübingen und wurde auch durch die erste Landesvermessung Bayerns bekannt.

## Leben
Philipp Apian wurde als Philipp Bienewitz (oder Bennewitz) in Ingolstadt geboren und war das vierte Kind des Mathematikers, Astronomen bzw. Kartografen Peter Apian aus Leisnig in Sachsen. Seine Mutter hieß Katharina. Im Alter von sieben Jahren erhielt er Unterricht, gemeinsam mit Prinz Albrecht, dem späteren Herzog von Bayern, der später sein wichtiger Förderer werden sollte. Mit elf Jahren begann er ein Mathematikstudium an der Universität Ingolstadt; im Alter von 18 Jahren setzte er seine Studien im Burgund, in Paris und Bourges fort.
Nach seiner Rückkehr 1552 übernahm Philipp Apian die Druckerei seines Vaters. Bereits mit 21 Jahren wurde er Professor für Mathematik und Astronomie an der Universität Ingolstadt, als Nachfolger seines verstorbenen Vaters. Er lehrte hier ab 1552 und begann neben seiner eigenen Lehrtätigkeit die Vorlesungen der medizinischen Fakultät zu besuchen. Das Medizinstudium schloss er schließlich einige Jahre später während einer Italienreise mit Besuchen der Universitäten von Padua, Ferrara und Bologna ab. An der Universität von Ingolstadt blieb er, bis er als überzeugter Protestant während der Gegenreformation auf Betreiben der Jesuiten 1569 Ingolstadt verlassen musste.
In Tübingen fand Apian eine neue Heimat, verlor jedoch nach vierzehnjähriger Lehrtätigkeit 1583 seinen Posten, weil er sich weigerte, den Calvinismus zu verdammen.
Bis zum Ende seines Lebens widmete sich Apian der Vervollständigung seines topografischen Werkes.
Das Grabmal Apians befindet sich in der Stiftskirche in Tübingen.

## Lebenswerk

### Große Karte von Bayern
1554 erteilte Herzog Albrecht V. von Bayern Apian den Auftrag, Bayern kartografisch zu erfassen. Es sollte die erste Karte Bayerns von Johannes Aventinus ergänzen.
In sieben Sommern bereiste Apian Ober- und Niederbayern, die Oberpfalz, das Erzbistum und Hochstift Salzburg und das Bistum Eichstätt und führte Landvermessungen durch. Dabei verwendete er astronomische Ortsbestimmungen, vermaß Bussolenzüge und wandte eine Art graphischer Triangulation an. Entfernungen wurden zu Fuß oder zu Pferd gemessen. Auskünfte der Bevölkerung waren willkommene Ergänzungen. Nach zweijähriger Ausarbeitung erstellte er eine gut 6 × 6 Meter große Karte im Maßstab 1:45.000, die von dem Maler Bartel Refinger koloriert wurde. Während einer gemeinsamen Vermessungsreise starb Apians Bruder Timotheus nach einem Sturz vom Pferd, am Unfallort ließ Philipp das sogenannte Timotheuskreuz errichten.
Die 1563 fertiggestellte Karte war ein Unikat, das nicht vervielfältigt und in der Bibliothek der Residenz untergebracht wurde. Sie zeigte wesentlich feinere Details als die Landtafeln. Mitte des 18. Jahrhunderts fertigte der Ingenieurleutnant Franz Xaver Pusch eine Replik der Großen Karte an. Als er 1782 starb, wurde das Original der Großen Karte, die inzwischen stark beschädigt war, verbrannt. Die Replik Puschs verbrannte bei Bombenangriffen gegen Ende des Zweiten Weltkriegs.

### Bairische Landtafeln
Auf der Basis der „großen Karte“ ließ Philipp Apian 1566 von Jost Amman Holzschnitte im kleineren Maßstab von 1:144.000 anfertigen. Diese sogenannten Bairischen Landtafeln, aufgeteilt in 24 Holzschnitte, verlegte Apian in seiner eigenen Druckerei in Ingolstadt. Die Genauigkeit der erstmals ganz Ober- und Niederbayern detailliert darstellenden (und somit als erster Spezialatlas eines europäischen Landes geltenden) Landkarten wurde erst im 19. Jahrhundert übertroffen; noch Napoleon benutzte sie für den Einmarsch in Bayern.
Ein Originaldruck der Karte ist im Stadtmuseum Ingolstadt ausgestellt, die Druckstöcke befinden sich heute im Bayerischen Nationalmuseum in München. Kennzeichen der ersten Ausgabe von 1568 („Bairische Landtaflen“) ist ein Monogramm des Holzdruckstockschneiders auf Tafel 24 mit Bogensignatur links unten, sowie Meilenstäbe und Angabe der Orte Auflauf den Rückseiten der Holzschnitte. Die aus den Einzeldrucken zusammengesetzte Landkarte ist so groß wie ein dekorativer Wandteppich.
Abraham Ortelius verbreitete kolorierte Kupferstiche dieser Landtafeln in Buchform „ex tabula Philippi Apian“

### Erdglobus
Im Auftrag von Herzog Albrecht V. von Bayern fertigte Philipp Apian einen Erdglobus, der 1576 vollendet wurde und im Bibliotheksraum im Obergeschoss des Antiquariums der Residenz in München aufgestellt wurde.

### Bayerische Wappensammlung und Descriptio Bavariae
Die Apiansche Wappensammlung, schon 1562 in Holz geschnitten, umfasste insgesamt 646 Wappen der bayerischen Geistlichkeit, des Adels und der Städte und Märkte Bayerns. Zusammen mit einer Beschreibung des Landes Bayern sollte die Sammlung die Darstellung des Landes auf den Landtafeln ergänzen und vervollständigen. Apian ist über der Arbeit an Sammlung und Beschreibung verstorben. Soweit überkommen wurde die Wappensammlung zusammen mit dem nahezu vollständigen lateinischen Text der Landesbeschreibung erstmals 1880 vom Historischen Verein von Oberbayern anlässlich der Feier des siebenhundertjährigen Herrscherjubiläums des Hauses Wittelsbach herausgegeben.

## Ehrungen
Das Apian-Gymnasium in Ingolstadt ist nach ihm und seinem Vater Peter benannt.